# Stadtgericht Friedland
Das Stadtgericht Friedland war bis 1849 ein preußisches Land- und Stadtgericht mit Sitz in Friedland in Ostpreußen.

## Geschichte
Der Ordens-Hochmeister Luther von Braunschweig verlieh Friedland 1335 das Kulmer Stadtrecht. Dieses schloss die Niedere Gerichtsbarkeit ein. Das Stadtgericht Friedland war ab 1808 ein Gericht 2. Klasse im Sprengel des Oberlandesgerichts Königsberg.
1837 umfasste der Gerichtsbezirk die Stadt Friedland mit 2317 Gerichtseingesessene. Hinzu kamen 2 Ortschaften (Heinrichsdorf mit Mühle und Schwönau) und das vom Stadtgericht mitverwaltete Patrimonialgericht Grasemark mit 649 Gerichtseingesessenen (zusammen also 2966 Gerichtseingesessene). Am Gericht waren ein Stadtrichter und ein Unterbeamter beschäftigt.
Nach der Märzrevolution wurden 1849 einheitlich Kreisgerichte gebildet. In Friedland entstand die Gerichtskommission Friedland des Kreisgerichts Bartenstein.